# Veronica Maggio
Pour les articles homonymes, voir Maggio.
Veronica Sandra Karin Maggio, née le 15 mars 1981 à Uppsala, est une chanteuse suédoise possédant des origines italiennes. Elle a remporté le prix de la révélation de l'année "Årets nykomling" aux Grammisgalan en 2007. Elle a été au lycée Bolandsskolan en section musique à Uppsala. 
En septembre 2010, elle attend son premier enfant avec son ami Nils Tull. Dans un concert à 
Gröna Lund le 27 août 2010, Veronica Maggio a confirmé travailler sur un nouvel album dont elle a joué un morceau.  

## Carrière
En mars 2006, Veronica Maggio sortait son premier single "Dumpa mig", suivi par "Nöjd?". Elle signe avec Universal Music et entame une importante tournée d'été.
Son premier album s'appelle Vatten och bröd. Les paroles et la musique sont de Stefan Gräslund, excepté "Vi har, vi har" écrite par LKM (Kristoffer Malmsten). Le 26 mars 2008, elle sort son second album Och vinnaren är..., qu'elle a écrit et enregistré avec Oskar Linnros (Snook). En 2010, elle participe au single "Längesen" de l'album En räddare i nöden de Petter.
Outre Snook et Petter, elle a collaboré avec le musicien suédois Oskar Linnros (en) et le groupe Hov1. Elle a notamment écrit la chanson "Hey Brother" pour Avicii.

## Discographie

### Album
- 2006 - Vatten och bröd
- 2008 - Och vinnaren är
- 2011 - Satan I Gatan
- 2013 - Handen i fickan fast jag bryr mig
- 2016 - Den Första är alltid Gratis
- 2019 - Fiender är tråkigt

### Singles
- 2006 -  "Dumpa mig"
- 2006 -  "Nöjd?"
- 2006 -  "Havanna mamma"
- 2007 -  "Inga problem" (feat. Snook & Petter)
- 2008 -  "Måndagsbarn"
- 2008 -  "Stopp"
- 2008 -  "17 år"
- 2011 -  "Jag Kommer" (7x platine)
- 2011 -  "Välkommen in"
- 2012 -  "Miit hjärta blöder"
- 2013 -  "Sergels Torg"
- 2014 -  "Hela Huset"
- 2014 -  "Låtsås som det regnar (Jarly Remix)"
- 2016 -  "Den första är alltid gratis"
- 2016 -  "Ayahuasca"
- 2016 -  "Vi mot världen"
- 2016 -  "Dom sa!"

## Dans la culture populaire
- Le chanteur français Vianney lui dédie son single "Veronica" en 2015.